# كارل فريدريش كريتشمان
كارل فريدريش كريتشمان (بالألمانية: Karl Friedrich Kretschmann)‏ (و. 1738 – 1809 م) هو كاتب، وشاعر قانوني ‏، ومحامي ألماني، ولد في تسيتاو، توفي في تسيتاو، عن عمر يناهز 71 عاماً.